# Уаттара, Ели Сильви
Ели Сильви Уаттара (род. 21 августа 1994 года, Санкт-Петербург) — российская волейболистка, доигровщица.

## Биография
Ели Сильви Уаттара родилась 21 августа 1994 года в Санкт-Петербурге. Начала заниматься волейболом в 12 лет в Воронеже. С 2008 по 2012 год играла в СДЮСШОР № 65 «Ника», с 2012 по 2016 год — за команду Сиракузского университета.
Окончила Сиракузский университет по специальности «диетолог — технолог питания».
В 2012 году выступала за молодёжную сборную России на чемпионате Европы среди молодёжных команд.
С 2016 по 2017 год выступала за клуб «Протон». С 2017 по 2020 год играла за французскую команду «Пэ д’Э».
В 2020 году перешла в румынский клуб «Динамо Бухарест». С 2021 года играет за «Волунтари».

## Достижения

### С клубами
- Бронзовый призёр чемпионата Румынии 2021
- Бронзовый призёр Кубка России 2016